# Ullastrell
Ullastrell (auch: Ustrell) ist eine katalanische Gemeinde in der Provinz Barcelona im Nordosten Spaniens. Sie liegt in der Comarca Vallès Occidental. 2024 hatte die Gemeinde 2.176 Einwohner.

## Geographie
Der Ort liegt im Südwesten der Comarca Vallés Occidental und grenzt dort an die Comarca Baix Llobregat. Im Norden schließen sich Viladecavalls und Tarrasa an, im Osten Abrera, im Westen liegt Rubí und im Süden Castellbisbal.
Zur Gemeinde gehören die Siedlungen Can Amat, Can Cabassa und Urbanización Can Palet. Die Gemeinde erstreckt sich über eine Fläche von 7,39 km².